# Aetideopsis rostrata
Aetideopsis rostrata is een eenoogkreeftjessoort uit de familie van de Aetideidae. De wetenschappelijke naam van de soort werd in 1903 voor het eerst geldig gepubliceerd door Georg Ossian Sars.